# Josef Alois Schumpeter
Josef Alois Schumpeter (8. února 1883 Třešť – 8. ledna 1950 Salisbury, Connecticut) byl rakousko-americký ekonom a politolog moravského původu. Zavedl pojem a význam inovace, resp. inovativní ekonomika, do ekonomické teorie. V roce 1919 byl ministrem financí Rakouska a a později prezidentem soukromé banky. Od roku 1932 žil ve Spojených státech amerických.

## Biografie

### 1883–1918
Josef Alois Schumpeter se narodil v Třešti v rodině výrobce plátna (Tuchfabrikant) Josefa Schumpetera a jeho manželky Johanny Grünerové. Studoval práva na Vídeňské univerzitě pod vedením rakouského teoretika kapitalismu Eugena von Böhm-Bawerka, kterou ukončil v roce 1906 získáním titulu Ph.D. Po studijních cestách se v roce 1909 stal profesorem ekonomie a administrativy na univerzitě v Černovicích (německojazyčná univerzita v Bukovině, nyní území Ukrajiny), roku 1911 na univerzitě ve Štýrském Hradci, kde zůstal do první světové války.

### 1919–1932
V letech 1919 byl krátce ministrem financí Rakouska ve druhé vládě Karla Rennera (doba poválečné hyperinflace způsobené reparačními požadavky) a v 1920–1924 byl prezidentem soukromé banky Biedermann Bank. Banka v roce 1924 zkrachovala a spolu s ní se ocitl v bankrotu i on sám; banka ho v roce 1925 žalovala pro způsobení škody. S osobními dluhy byl schopen se plně vyrovnat až roce 1935. V letech 1925–1932 pracoval na Bonnské univerzitě v Německu.

### 1932–1950

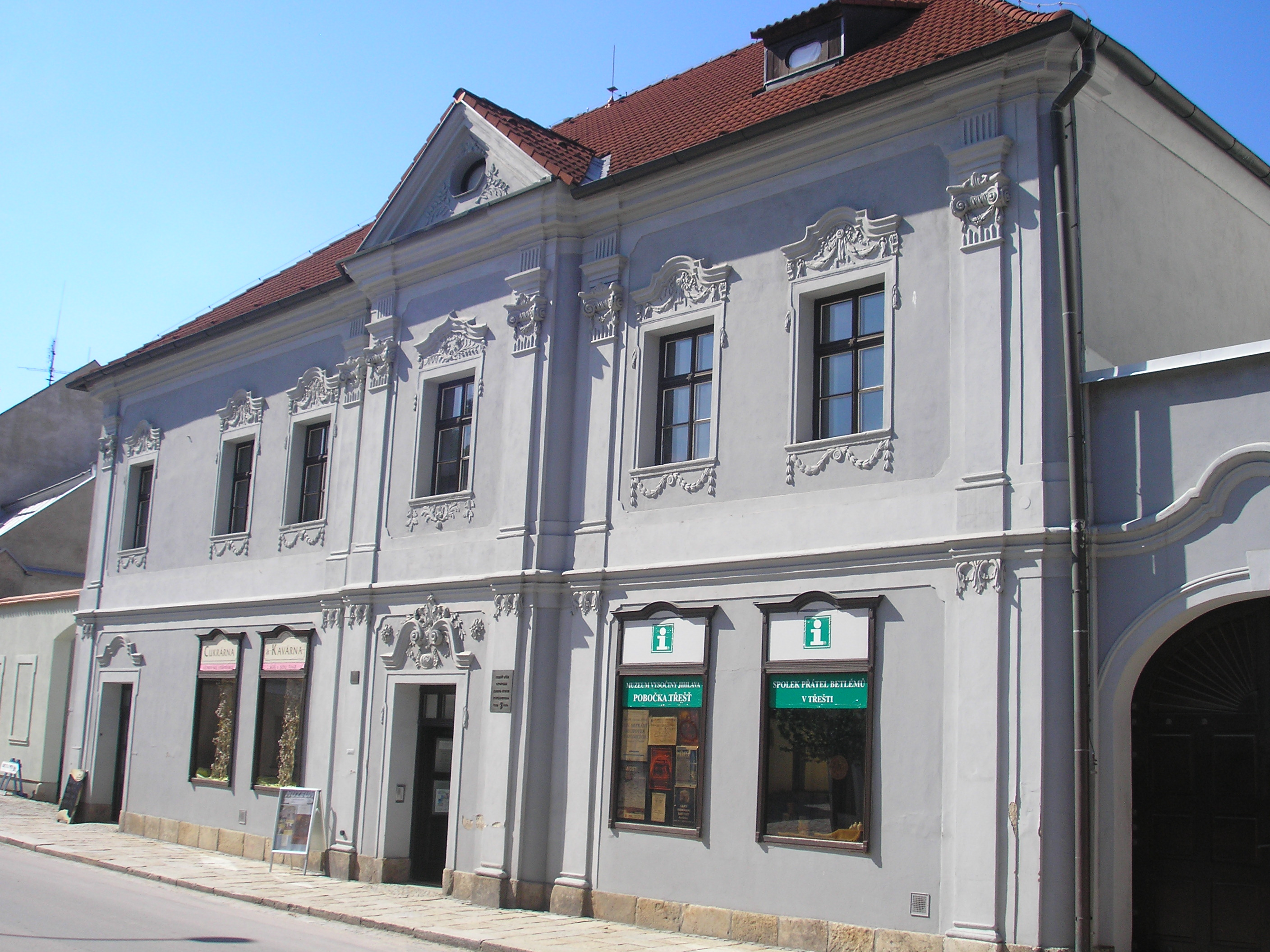
Rodný dům J. A. Schumpetera v Třešti

Kvůli vzestupu nacismu se přesunul na Harvardovu univerzitu do Spojených států, kde již předtím příležitostně přednášel v letech 1927–1928 a roce 1930. Během svého působení na Harvardu nebyl považován za příliš dobrého vyučujícího, ale získal školu loajálních následovníků (mezi jeho žáky patřili Paul Samuelson, Wassily Leontief, John Kenneth Galbraith, Haman, Bergson). Ani jeho prestiž mezi kolegy nebyla příliš velká, jelikož byl považován za staromódního a neodpovídajícího tehdy módnímu keynesiánství. Jeho profesorské období na Harvardu je charakterizováno tvrdou prací, ale malým uznáním jeho klíčových myšlenek.
Ačkoliv povzbudil některé mladé matematické ekonomy a byl letech 1940–1941 dokonce prezidentem Ekonometrické společnosti (Econometric Society), sám matematikem nebyl. Byl především ekonomem, který se pokoušel spojit sociologické porozumění a ekonomické teorie. Současné myšlenkové školy argumentují, že jeho ideje o ekonomickém cyklu a vývoji ekonomiky nemohly být v matematice jeho doby podchyceny, neboť jejich formalizace vyžaduje jazyk nelineárních dynamických systémů.

### Hodnocení jeho díla
Někdy je líčen jako velký renesanční talent, ale chronický smolař. Ministrem se stal za doby hyperinflace, banku přivedl ke krachu a sebe samotného do dluhů, akademickou záři na sebe strhl Keynes. Přesto Schumpeter široce ovlivnil ekonomickou vědu 20. století zavedením striktně teoretických přístupů, základů diskuze dynamiky a statiky v ekonomii, a zavedení inovace jako zdroje ekonomické dynamiky a mnoha dalších objevů.
Peter Drucker jej považuje spolu s Keynesem za dva nejvýznamnější ekonomy dvacátého století a píše:
Základním omylem pro Schumpetera bylo, že „normální“ ekonomie je ve stavu rovnováhy. Od studentských let měl za to, že moderní ekonomie je stále v dynamické nerovnováze. Schumpeterova ekonomie není uzavřený systém jako newtonské universum, anebo jako Keynesova makro-ekonomie. Je stále rostoucí a měnící se, ve své podstatě spíše biologická než mechanistická. Pokud Keynes byl „heretik“, pak Schumpeter byl skutečný „nevěřící“.

V oblasti politické vědy pak stojí za hlavním, v současnosti stále rozvíjeným, modelem zastupitelské demokracie.

## Hlavní dílo v ekonomii

### Historie ekonomické analýzy
Jeho obrovská erudice je dobře patrná z jeho posmrtné Historie ekonomické analýzy (History of Economic Analysis), ačkoliv některé jeho úsudky mohou být považovány za výstřední a někdy povýšenecké. Za největšího ekonoma 18. století např. nepovažoval Adama Smithe, ale Turgota. Schumpeter kritizoval Keynese a Ricarda za „ricardovské švindly“. Podle Schumpetera oba zmínění ekonomové zdůvodňovali ekonomické souvislosti pomocí abstraktních modelů, ve kterých zmrazili vše, kromě několika proměnných. Pak mohli argumentovat, že jedna proměnná přímo a jednoduše ovlivňuje jinou, což vedlo k falešné víře, že lze snadno dedukovat postupy z vysoce abstraktního teoretického modelu.

### Ekonomické cykly
Schumpeter se odchyluje od Leona Walrase i Keynese ve své Teorii ekonomického vývoje (The Theory of Economic Development). Ekonomický vývoj pojednává jako tok v kruhu, který vede ke stacionárnímu stavu. Tento stacionární stav je podle Schumpetera popsán walrasiánským ekvilibriem. Hrdinou tohoto příběhu se stává podnikatel, který ruší rovnováhu a ovlivňuje ekonomický vývoj, který probíhá cyklickým způsobem podle několika časových měřítek. V těchto úvahách Schumpeter oživil ideje Nikolaje Kondratěva o padesátiletých cyklech, Kondratěvovy vlny.
Navrhl model se čtyřmi hlavními cykly: Kondratěva (54 let), Kuzněcova (18 let), Juglara (9 let) a Kitchina (okolo 4 roků), které se mohou spojovat a vytvářet složenou vlnu. Pokud se fáze všech těchto vln spojí, mohou vytvořit propad a následnou depresi.

### Schumpeter a keynesiánství
Podle jeho teorie walrasiánská rovnováha není adekvátní pro pochopení klíčového mechanismu ekonomického vývoje. Za důležitý zdroj podnikatele, s jehož pomocí může pořídit potřeby pro uskutečnění své vize, považoval dobře vyvinutý kapitalistický finanční systém, včetně širokého rozsahu institucí pro poskytování úvěrů. Ekonomy je možné dělit na ty, kteří zdůrazňují „reálnou“ analýzu a považují peníze pouze za závoj, a na ty, pro které jsou monetární instituce důležité a peníze mohou být zvláštní hybnou silou. Schumpeter i Keynes patří mezi ty druhé. Jako ekonomický liberál však Schumpeter přesto keynesiánství odmítal.

### Schumpeter a zánik kapitalismu
Jeho nejpopulárnější knihou je pravděpodobně Kapitalismus, socialismus a demokracie (Capitalism, Socialism and democracy). Tato kniha začíná pojednáním o Karlu Marxovi. Na povrchu se zdá, že dílo podporuje socialismus. Schumpeterovým důvodem bylo, že při otevřené chvále kapitalismu by si knihu přečetli pouze ti, kteří již kapitalismus podporovali. Proto věřil, že se musí přestrojit za vyznavače socialismu, aby přiměl mladé socialisty ke čtení knihy. Doufal, že tím probudí čtenářovy vlastní pochybnosti o slabinách socialismu. Schumpeter sdílel Marxův závěr, že se kapitalismus zhroutí, ačkoliv vyvozoval, že bude nahrazen socialismem z nemarxistických důvodů. V této knize charakterizoval kapitalismus známým obratem jako „tvořivé ničení“ (creative destruction), během něhož staré způsoby jsou vlastním systémem zničeny a nahrazeny novými.
Domnívá se, že úspěch kapitalismu povede k formě korporativismu a vytvoření postojů, které budou kapitalismu nepřátelské, zejména mezi intelektuály. V rozvinutém kapitalismu nebude existovat intelektuální a sociální klima, které by přálo podnikatelskému duchu. Proto bude nahrazen nějakou formou socialismu. Stane se to bez revoluce, pouze tím, že lidé budou volit do parlamentu sociálně demokratické strany.
Argumentoval, že kapitalismus padne zevnitř v důsledku hlasování většin pro vytvoření sociálního státu a omezení prostředí příznivého podnikání, což zničí kapitalistickou strukturu. Zdůrazňoval, že analyzuje trendy a neprovádí politickou agitaci. Někteří dovozují, že John Kenneth Galbraith byl ovlivněn Schumpeterovými názory na korporace. Dle vize Schumpetera intelektuálové rovněž přispějí k úpadku. Pojmem intelektuál přitom označuje osoby, které jsou schopny vyjádřit své názory na společenské záležitosti, za které přímo neodpovídají. Jsou schopni vystupovat v zájmu těch vrstev, do nichž sami nepatří. Zatímco v předkapitalistické éře bylo vzdělání privilegiem několika mála, velkou výhodou kapitalismu je, že stále více lidí může získat vyšší vzdělání. Míst ve vedení je ovšem omezené množství a s nezaměstnaností roste nespokojenost. Intelektuálové jsou schopni organizovat mezi obyvatelstvem protesty a přijít s kritickými myšlenkami.
Podle Schumpeterova pohledu by socialismus zajistil výrobu orientovanou na potřeby lidí bez některých vnitřních tendencí kapitalismu, jako je fluktuace konjunktury, nezaměstnanost a úbytek souhlasu se systémem.

### Podnikavost (inovace)
Koncept podnikavosti by nemohl být plně pochopen bez příspěvků Schumpetera. Byl pravděpodobně prvním badatelem, který vyvinul teorie, nazývané někdy jako Mark I a Mark II. V ranější první teorii argumentoval, že inovace a technologické změny národů podněcuje tvůrčí duch podnikatelů. Nalezl pro ně německé slovo Unternehmergeist (podnikatel-duch). Věřil, že tito jedinci jsou těmi, kteří způsobují, že ekonomika země funguje. V modelu Mark II, předloženém později ve Spojených státech, už jako profesor Harvardu, poukázal na to, že skutečnými zdroji inovací a hybateli ekonomiky jsou velké společnosti, které mají zdroje a kapitál pro investice na výzkum a vývoj. Oba argumenty mohou v současnosti stát vedle sebe, jako vzájemně se doplňující.

## Schumpeterova konkurenční teorie demokracie
V knize Kapitalismus, socialismus a demokracie (Capitalism, Socialism and Democracy) z roku 1942 představil Schumpeter mj. i politologickou teorii, která se pokoušela čelit tomu, co nazývá klasickou doktrínou demokracie. Nesouhlasí s koncepcí, že demokracie je proces, ve kterém voliči určí veřejnou agendu, způsob jejího řešení a pověří určité politiky jejich správou. To považuje za nerealistické, protože voliči nedisponují dostatečnými znalostmi, jsou povrchní a mohou být ve značné míře manipulování politiky, kteří agendu nastolují sami. To může úspěch konceptu „vlády lidu“ činit jak pochybný, tak i nežádoucí. Schumpeter navrhuje minimalistický model ovlivněný Maxem Weberem, v němž je mechanismem demokracie soutěž mezi vůdci, podobná nabídce zboží na trhu. Pravidelné volby legitimizují vlády a nutí je být odpovědnými. Politický program je však spíše vlastněn politiky než voliči a role účasti jednotlivců je v modelu významně omezena.

## Hlavní knižní díla
- Wesen und Hauptinhalt der theoretischen Nationalökonomie, 1908
- Wie studiert man Sozialwissenschaft, 1910
- Theorie der wirtschaftlichen Entwicklung, 1912

Následovaly různé menší práce s tématy ze sociologie, filosofie a historie, a o použití matematiky v ekonomii.
Další knihy z americké etapy života:
- Business Cycles, 1939
- Capitalism, Socialism, and Democracy, 1942
- History of Economic Analysis, 1954

### Díla vydaná v češtině
- SCHUMPETER, Joseph A. Kapitalismus, socialismus a demokracie. Brno: Centrum pro studium demokracie a kultury (CDK), 2004. ISBN 80-7325-044-6.

## Čestné doktoráty
- Universität Bonn (Německo) – čestný doktorát (Dr. h. c.)
- Universität Graz (Rakousko) – čestný doktorát (Dr. h. c.)
- Universität Köln (Kolín nad Rýnem) – čestný doktorát
- Universität Tübingen (Německo) – čestný doktorát
- Harvard University (USA) – zde sice působil jako profesor, ale i Harvard mu později vzdal akademický hold.